# Asbacher Hochfläche
Die Asbacher Hochfläche ist ein Naturraum im Norden von Rheinland-Pfalz bzw. im Süden Nordrhein-Westfalens. Sie liegt bei Asbach im Nordwesten des Westerwaldes auf einer durchschnittlichen Höhe von etwa 280 m ü. NHN und gehört der naturräumlichen Haupteinheit Niederwesterwald an. Die Hochfläche besitzt eine Ausdehnung von etwa 150 km2.
Die Asbacher Hochfläche ist Teil einer Hochmulde, die sie gemeinsam mit der östlich anschließenden Altenkirchener Hochfläche als Asbach-Altenkirchener Hochflächen (Niederwesterwälder Hochmulde) bildet und die an der südlichen und östlichen Grenze deutlich und am westlichen Übergang zum Rheinwesterwälder Vulkanrücken leicht ansteigt. Teile der Hochfläche werden von Seitentälern der Wied zerschnitten, die den Landschaftsraum nach Süden hin abgrenzt. Nach Nordwesten geht sie fließend in das Pleiser Hügelland über. Die Talformen auf der Asbacher Hochfläche wechseln zwischen Riedel, Kasten und Mulden. Auf und nahe der Wasserscheide von Wied und Sieg gelegen, nimmt der Landschaftsraum deren Zuflüsse Hanfbach, Pfaffenbach, Wahler Bach und Mehrbach auf. Vereinzelte vulkanische Erhebungen, darunter als höchste der Dachsberg (362,2 m ü. NHN), beleben als singuläre Erscheinungen das Landschaftsbild.  Der Landschaftsraum wird, auch in seiner Vegetation, teilweise von den Überresten des Bergbaus geprägt, besonders des Basalt- und Quarzitabbaus.
Der Landschaftsraum umfasst u. a. Gebiete folgender Städte und Gemeinden: Asbach, Bad Honnef (Stadtbezirk Aegidienberg), Buchholz, Ersfeld, Giershausen, Königswinter (vor allem Oberhau), Neustadt (Wied), Orfgen, Vettelschoß und Windhagen.